# Mineo
Mineo – miejscowość i gmina we Włoszech, w regionie Sycylia, w prowincji Katania.
Według danych na rok 2004 gminę zamieszkiwało 5580 osób, 22,9 os./km².